# Stephan Pastis

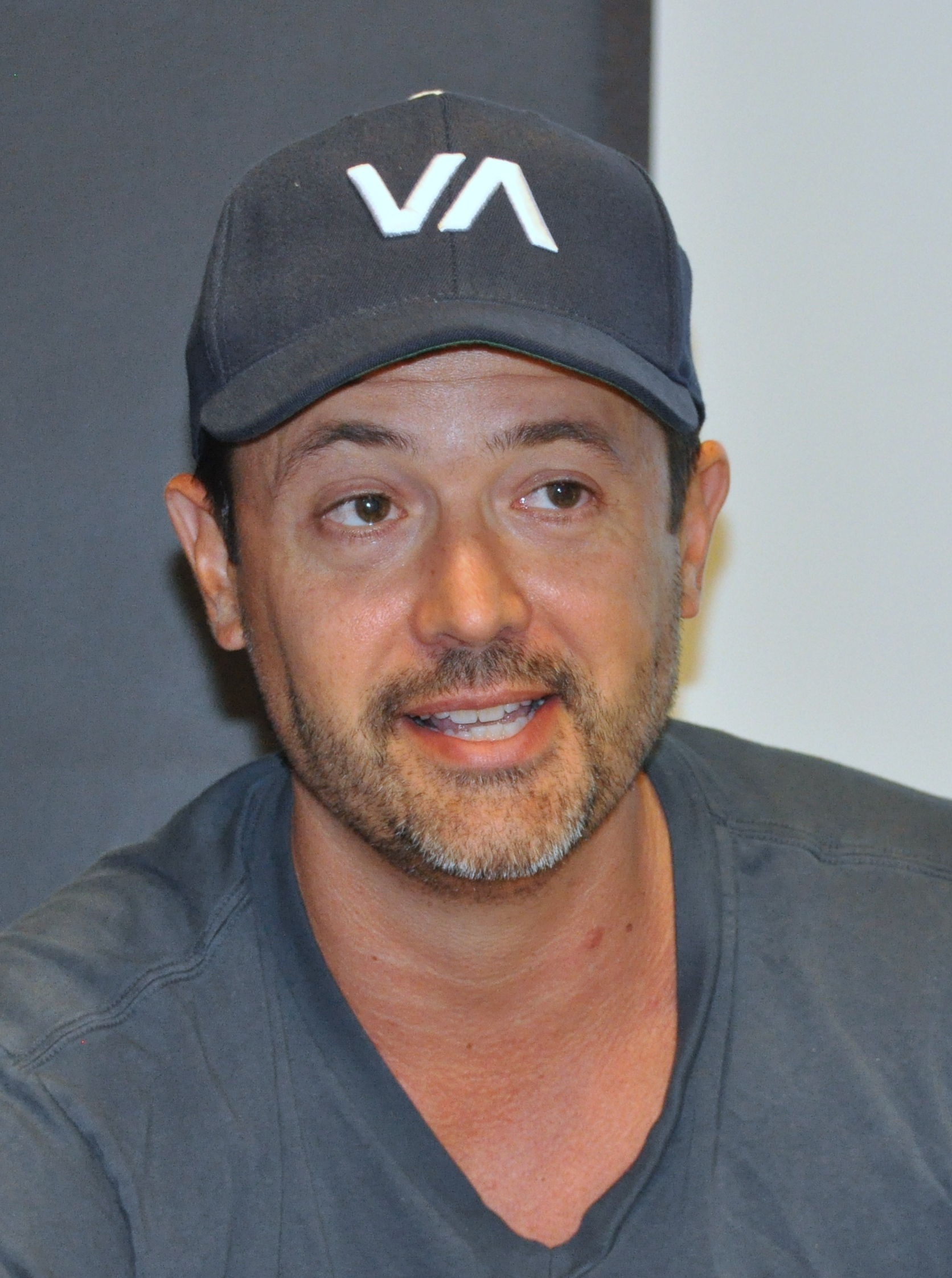
Stephan Pastis

Stephan Pastis (* 16. Januar 1968 in San Marino, Kalifornien) ist ein US-amerikanischer Comiczeichner, der vor allem durch seine Comicserie Pearls Before Swine bekannt wurde. Diese Serie handelt von zwei Freunden – einer größenwahnsinnigen und altklugen Ratte und einem weniger intelligenten Schwein. Die beiden erlauben dem Leser einen meist zynischen Blick auf ihren Alltag und den ihrer tierischen Freunde.

## Leben
Stephan Pastis studierte an der Berkeley-Universität politische Wissenschaften. Da die Chancen auf Zeitungsabdrucke in den USA generell schlecht stehen, ging er nach seinem Studium auf die UCLA School of Law und wurde Anwalt. Diese Tätigkeit übte er bis 2002 aus. Dank einer Zusage von United Feature Syndicate konnte er dann eine Karriere als Zeichner beginnen.
Seine Strips erscheinen regelmäßig auch als Bücher. Ein Band wurde auch schon ins Deutsche übertragen (Perlen vor die Säue: Schwein gehabt!). Bill Watterson, Schöpfer von Calvin und Hobbes, zeichnete an den Ausgaben vom 4.–6. Juni 2014 mit.
Von 2013 bis 2018 erschien Pastis’ siebenbändige Kinderbuchreihe Timmy Failure um einen jungen Detektiv. 2020 verfilmte Disney unter dem Titel Timmy Flop: Versagen auf ganzer Linie die Geschichte in einem Spielfilm.